# Całkowity opór obwodowy
Całkowity opór obwodowy, całkowity obwodowy opór naczyniowy (ang. Total Peripheral Resistance – TPR) – termin medyczny używany w celu określenia całkowitego oporu przepływu krwi w naczyniach. Jest sumą poszczególnych oporów obwodowych.
Opór obwodowy {\displaystyle (R)} można wyliczyć ze wzoru {\displaystyle R={\frac {P}{Q}},} gdzie {\displaystyle P} jest różnicą ciśnień pomiędzy początkiem a końcem badanego odcinka, a {\displaystyle Q} to przepływ przez naczynia. Dla krążenia systemowego całkowity opór obwodowy będzie to stosunek pomiędzy różnicą średniego ciśnienia aortalnego (średnio 100 mm Hg) i ciśnienia w prawym przedsionku (średnio 0 mm Hg), a pojemnością minutową serca (średnio 5 l/min), czyli
{\displaystyle \mathrm {TPR={\frac {100\ mm\ Hg}{5\ l/min}}=20\ mm\ Hg/l/min} }
Całkowity opór naczyniowy w krążeniu płucnym jest średnio 10 razy mniejszy od oporu w krążeniu systemowym.
Jednostką oporu przepływu jest PRU (Peripheral Resisitance Unit), czyli taki opór, przy którym ciśnienie napędowe 1 mm Hg wystarczy do przesunięcia przez badany odcinek 1 ml krwi w ciągu 1 min. w przeliczeniu na 100 g tkanki przez którą odbywa się przepływ.
{\displaystyle \mathrm {1\ PRU={\frac {1\ mm\ Hg}{1\ ml/min}}} }